# لي ميلر
لي ميلر (بالإنجليزية: Lee Miller) (18 مايو 1983 المملكة المتحدة - ) هو لاعب كرة قدم بريطاني يلعب كمهاجم.

## وصلات خارجية
لي ميلر على موقع قاعدة بيانات كرة القدم.إي يو (الإنجليزية)
- لي ميلر على موقع Soccerbase.com (لاعب) (الإنجليزية)
- لي ميلر على موقع Soccerway.com (الإنجليزية)
- لي ميلر على موقع عالم كرة القدم.نت (الإنجليزية)